# Dietelia vernoniae
Dietelia vernoniae är en svampart som beskrevs av Arthur 1905. Dietelia vernoniae ingår i släktet Dietelia och familjen Pucciniosiraceae.   Inga underarter finns listade i Catalogue of Life.